# Шомера
Шомера (ивр. שומרה‎) — мошав в Западной Галилее в Израиле, недалеко от границы Израиля с Ливаном. Входит в состав регионального совета Маале-Йосеф.

## История
Поселок был основан в 1949 году на месте поселения Тарбиха, заброшенного в ходе операции «Хирам» во время Войны за независимость. 
Первыми жителями были репатрианты из Румынии и Венгрии, которые также покинули посёлок уже в том же году. В 1950 году в посёлок прибыли и поселились репатрианты из Марокко. 
В октябре 1955 года в мошаве вспыхнул крупный пожар, уничтоживший многие плантации и ряд жилых домов
Название места символично из-за его близости к израильско-ливанской границе. Около цитадели на краю мошава находится штаб бригады «Барам».

## Население
По данным Центрального статистического бюро Израиля, население на начало 2020 года составляло 353 человека.

## Галерея

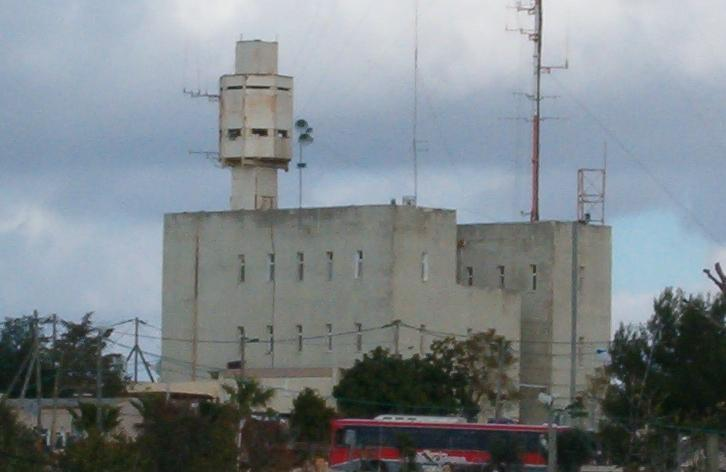
Крепость Таггарт в Шомере
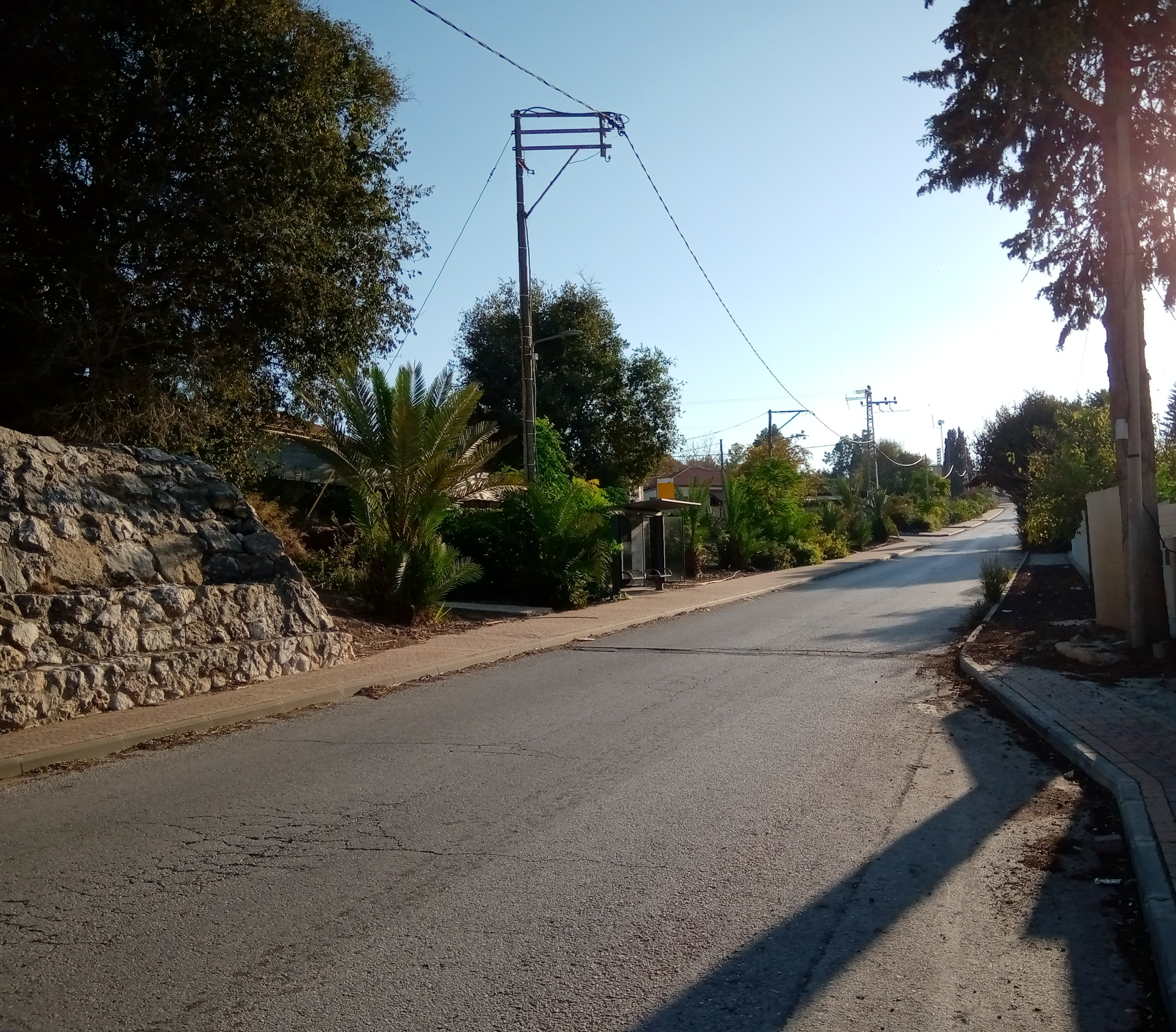
Улица в мошаве
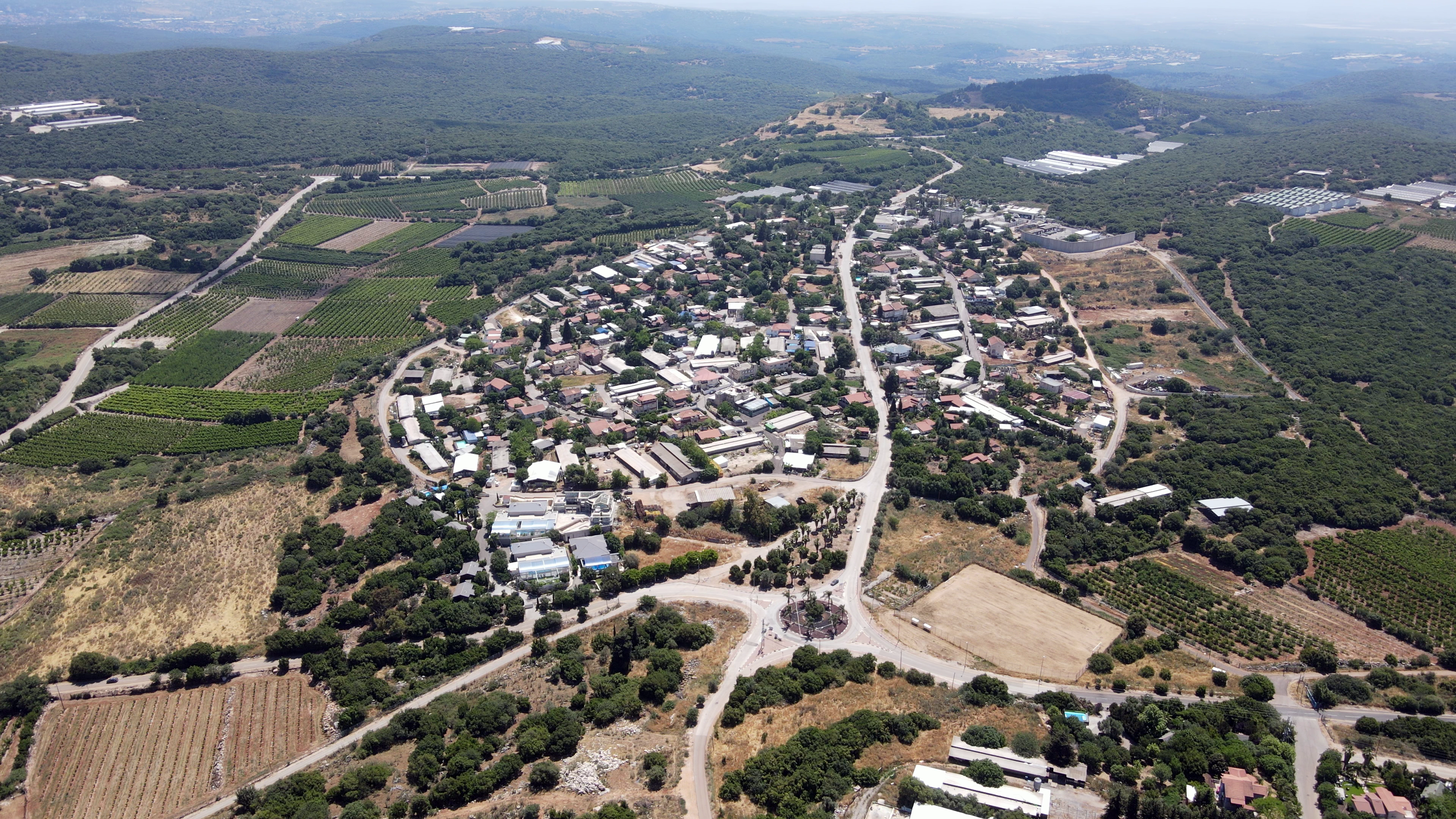
Шомера с высоты птичьего полета